# Kerry Washington
Kerry Marisa Washington (New York, 31 gennaio 1977) è un'attrice statunitense.
È nota principalmente per aver interpretato il ruolo di Olivia Pope nella serie televisiva Scandal, per la quale è stata candidata a due Emmy Award, uno Screen Actors Guild Award e un Golden Globe come migliore attrice in una serie drammatica.
I suoi ruoli cinematografici più importanti figurano in film quali Lei mi odia (2004), Ray (2004), L'ultimo re di Scozia (2006), Mother and Child (2009) e Django Unchained (2012).

## Biografia
Nata nel Bronx, figlia unica di Valerie, una professoressa e consulente educativa, e Earl Washington, un agente immobiliare, si trasferì a Washington nel 1998 per studiare recitazione alla George Washington University, mentre già aveva intrapreso la carriera di attrice in serie televisive statunitensi, per debuttare nel cinema nel 2000 con Our Song, diretta da Jim McKay.

### 1994-2009: inizi
Washington si è associata alla Screen Actors Guild, in quanto requisito per una pubblicità in cui ha recitato all'inizio della carriera. Washington ha debuttato sul piccolo schermo nel telefilm della ABC Magical Make-Over (1994). Era nel cast della serie educativa della PBS del 1996 Standard Deviants, ed è apparsa nel cortometraggio "3D" e nel lungometraggio Our Song nel 2000. Ha continuato a comparire in diversi film, tra cui Save the Last Dance (2001) e The Human Stain (2003). Nel 2002 ha recitato con Chris Rock nel thriller di spionaggio Bad Company - Protocollo Praga. 
Il successo le arriverà nell'interpretazione di Della Bea Robinson nel film Ray del 2004, incentrato sulla vita del cantante Ray Charles. Nello stesso anno ha interpretato anche la protagonista femminile in Lei mi odia (She Hates Me) di Spike Lee. Dopo il 2004, ha ricoperto ruoli in Mr. & Mrs. Smith (2005), Quel nano infame (2006), Manuale d'infedeltà per uomini sposati (2007) e come moglie del dittatore ugandese Idi Amin Dada nel dramma storico britannico L'ultimo re di Scozia (2006).
Washington è anche apparsa come Chelina Hall nella serie televisiva della ABC Boston Legal, e in diversi episodi della serie TV via cavo della A&E 100 Centre Street. Nel 2007, ha co-diretto ed è apparsa nel video musicale per la canzone dell'artista hip-hop Common, "I Want You", il quarto singolo dal suo album Finding Forever ed è diventata portavoce di L'Oréal.
Appare anche nel video di Maxwell "Bad Habits". Nel 2009, Washington si è esibita in The People Speak, un film documentario che utilizza performance drammatiche e musicali delle lettere, dei diari e dei discorsi degli americani di tutti i giorni, basato su A People's History of the United States dello storico Howard Zinn.

### 2010-2018:Scandale il successo della critica
Nel 2010 Washington ha debuttato a Broadway nella produzione originale dell'opera teatrale di David Mamet Race, al fianco di James Spader (con cui ha lavorato in Boston Legal), David Alan Grier e Richard Thomas. È anche apparsa nel film drammatico del 2010 di Tyler Perry For Colored Girls. Nel 2012 Quentin Tarantino l'ha scelta come protagonista femminile per il suo Django Unchained film che ottiene ampi consensi dalla critica. Nello stesso anno viene scelta da Shonda Rhimes per interpretare Olivia Pope, personaggio principale della serie TV Scandal, in onda sul canale ABC per sette stagioni. Dal 2012 al 2018 ha recitato in questa serie, nei panni di una responsabile della società di gestione delle crisi Olivia Pope & Associates. La serie è stato un successo commerciale e di critica, e la prova di Washington ha ottenuto recensioni positive e nel 2013 ha vinto il premio come miglior attrice in una serie drammatica al 44° NAACP Image Awards ed è stata anche premiata con il NAACP President's Award.
Per il suo lavoro nella seconda stagione di Scandal, Washington ha ricevuto una candidatura per un Emmy al 65° Primetime Emmy Awards, al 66° Primetime Emmy Awards nonché per uno Screen Actors Guild Award per la migliore interpretazione di un'attrice in una serie drammatica e un Golden Globe per la migliore attrice in una serie televisiva drammatica. Il Boston Globe ha classificato Scandal al decimo posto della sua lista dei "10 migliori programmi televisivi politici" nel 2015. Oltre alla recitazione, anche i suoi costumi hanno attirato l'attenzione, spingendo Vanity Fair a nominare il personaggio uno dei "I dieci personaggi televisivi più vestiti" nel 2013. Nel 2013, Washington si è classificata al secondo posto nella classifica delle 100 persone più belle della rivista People ed è stata nominata Donna dell'anno dalla rivista Glamour. Lo stesso anno, si è classificata al 20º posto nella lista annuale degli attori più pagati in televisione dalla rivista Forbes. Washington ha condotto il Saturday Night Live il 2 novembre 2013, puntata nella quale ha impersonato Michelle Obama e Oprah Winfrey in uno sketch che ironizzava sul non avere avuto donne nere come membri del cast per molti anni. 
Washington ha interpretato il ruolo principale in Confirmation - Una donna per la verità, un film della HBO diretto da Rick Famuyiwa sulla testimonianza di Anita Hill durante la nomination di Clarence Thomas alla Corte Suprema, andata in onda nel 2016. Per il suo ruolo in Confirmation, Washington è stata candidata per il Primetime Emmy Award come miglior attrice protagonista in una serie limitata o in un film al 68° Primetime Emmy Awards, così come l'equivalente dei Critics 'Choice Awards nello stesso anno. La conferma è stata anche nominata per l'Emmy Award come miglior film per la televisione agli Emmy. Nello stesso anno, Washington ha lanciato Simpson Street, una società di produzione, che ha un accordo generale con ABC Studios. Nel 2017 Washington ha recitato in Cars 3, mentre nel 2018 ha fatto il suo debutto alla regia in Scandal, dirigendo il decimo episodio della settima stagione. È anche apparsa come Olivia Pope in due episodi di Le regole del delitto perfetto. Nello stesso anno, Washington ha recitato nella commedia di Broadway American Son scritta da Christopher Demos-Brown, seguendo due genitori che arrivavano a una stazione di polizia nel cuore della notte in cerca di risposte.

### 2019-
Nel 2019 Washington ha diretto il settimo episodio della seconda stagione di SMILF della Showtime. Nello stesso anno ha ripreso il suo ruolo nell'adattamento cinematografico della commedia di Broadway American Son, di cui è stata anche produttrice esecutiva, per Netflix. Il film è stato distribuito a partire dal 1º novembre 2019. Nel 2020 Washington è stato produttore esecutivo di The Fight, un film documentario che ruota attorno a battaglie legali per il fronte dell'ACLU durante l'amministrazione Trump, che ha avuto la sua prima al Sundance Film Festival il 30 gennaio 2020. Nello stesso anno, è stata produttrice esecutiva e ha recitato al fianco di Reese Witherspoon nella miniserie di Hulu Tanti piccoli fuochi, un adattamento dell'omonimo romanzo di Celeste Ng del 2017. Washington ha diretto il nono episodio della quarta stagione della serie comica della HBO Insecure. Nel dicembre 2020 ha recitato in The Prom, diretto da Ryan Murphy per Netflix. 

## Vita privata
La Washington è stata fidanzata con l'attore David Moscow da ottobre 2004 a marzo 2007. Il 24 giugno 2013 ha sposato Nnamdi Asomugha a Hailey, Idaho. La coppia ha due figli, Isabelle Amarachi, nata il 21 aprile 2014, e Caleb Kelechi, nato il 5 ottobre 2016 a Los Angeles.
Il 19 maggio 2013 è stata invitata al discorso di inaugurazione della sua alma mater, George Washington University. Prima di iniziare il proprio discorso, le è stata offerta una laurea honoris-causa in belle arti.

## Filmografia

### Attrice

#### Cinema
- 3D - cortrometraggio (2000)
- Our Song (2000)
- Save the Last Dance, regia di Thomas Carter (2001)
- Lift (2001)
- Bad Company - Protocollo Praga (Bad Company), regia di Joel Schumacher (2002)
- Take the A Train - cortrometraggio (2002)
- Il delitto Fitzgerald (The United States of Leland), regia di Matthew Ryan Hoge (2003)
- La macchia umana (The Human Stain), regia di Robert Benton (2003)
- Sin - Peccato mortale (Sin) (2003)
- Against the Ropes, regia di Charles S. Dutton (2004)
- Lei mi odia (She Hate Me), regia di Spike Lee (2004)
- Ray, regia di Taylor Hackford (2004)
- Wait - cortrometraggio (2005)
- Sexual Life (2005)
- Mr. & Mrs. Smith, regia di Doug Liman (2005)
- I Fantastici 4 (Fantastic Four), regia di Tim Story (2005)
- Quel nano infame (Little Man), regia di Keenen Ivory Wayans (2006)
- L'ultimo re di Scozia (The Last King of Scotland), regia di Kevin Macdonald (2006)
- The Dead Girl, regia di Karen Moncrieff (2006)
- Manuale d'infedeltà per uomini sposati (I Think I Love My Wife), regia di Chris Rock (2007)
- 30,000 Leagues Under the Sea, regia di Gabriel Bologna (2007)
- I Fantastici 4 e Silver Surfer (Fantastic Four: Rise of the Silver Surfer), regia di Tim Story (2007)
- Put It in a Book - cortrometraggio (2007)
- Woman in Burka - cortrometraggio (2008)
- Miracolo a Sant'Anna (Miracle at St. Anna), regia di Spike Lee (2008)
- La terrazza sul lago (Lakeview Terrace), regia di Neil LaBute (2008)
- Life Is Hot in Cracktown, regia di Buddy Giovinazzo (2009)
- Mother and Child, regia di Rodrigo García (2009)
- Night Catches Us, regia di Tanya Hamilton (2010)
- For Colored Girls, regia di Tyler Perry (2010)
- The Details, regia di Jacob Aaron Estes (2011)
- Una bugia di troppo ((A Thousand Words), regia di Brian Robbins (2012)
- Django Unchained, regia di Quentin Tarantino (2012)
- Peeples, regia di Tina Gordon Chism (2013)
- American Son, regia di Kenny Leon (2019)
- The Prom, regia di Ryan Murphy (2020)
- L'accademia del bene e del male (The School for Good and Evil), regia di Paul Feig (2022)
- The Six Triple Eight, regia di Tyler Perry (2024)
- Shadow Force, regia di Joe Carnahan (2025)
- Wake Up Dead Man: Knives Out (Wake Up Dead Man: A Knives Out Mystery), regia di Rian Johnson (2025)

#### Televisione
- ABC Afterschool Specials - serie TV, 1 episodio (1994)
- Standard Deviants - serie TV (1996)
- NYPD - New York Police Department (NYPD Blue) - serie TV, 2 episodi (2001)
- Deadline - serie TV, 1 episodio (2001)
- Law & Order - I due volti della giustizia (Law & Order) - serie TV episodio 12x09 (2001)
- 100 Centre Street - serie TV, 5 episodi (2001)
- The Guardian - serie TV,1 episodio (2002)
- Wonderfalls - serie TV, Pilota non autorizzato (2004)
- Strip Search - film TV (2004)
- Boston Legal - serie TV (2004-2005)
- Psych - serie TV episodio 2x11 (2008)
- Project Runway - programma TV, giudice, 3 episodi (2009-2013)
- Scandal - serie TV, 124 episodi (2012-2018)
- Jimmy Kimmel Live! - talk show (2013)
- Saturday Night Live - show, ospite (2013)
- Confirmation - Una donna per la verità (Confirmation) - film TV, regia di Rick Famuyiwa (2016)
- Le regole del delitto perfetto (How to Get Away with Murder) - serie TV, 2 episodi (2018)
- Live in Front of a Studio Audience - speciale TV (2019)
- Tanti piccoli fuochi (Little Fires Everywhere) - miniserie TV, 8 episodi (2020)
- Unprisoned - serie TV, 16 episodi (2023-2024)

### Doppiatrice
- Black Panther - serie animata, 5 episodi (2010)
- Cars 3, regia di Brian Fee (2017)
- I Simpson (The Simpsons) - serie animata, 7 episodi (2022-2024)

### Regista
- Scandal - serie TV, episodio The People v. Olivia Pope (2018)
- SMILF - serie TV, episodio Smile More if Lying Fails (2019)
- Insecure - serie TV, episodio Lowkey Trying (2020)
- Insecure - serie TV, episodio Lowkey Trying (2020)
- Reasonable Doubt - serie TV, episodio Siate forti e coraggiosi (2022)

### Produttrice
- Confirmation - Una donna per la verità (Confirmation) - film TV, regia di Rick Famuyiwa (2016)
- Live in Front of a Studio Audience (2019)
- American Son - film (2019)
- The Fight - film (2020)
- Tanti piccoli fuochi (Little Fires Everywhere) - miniserie TV, 8 episodi (2020)
- Reasonable Doubt - serie TV, 9 episodi (2022-in corso)
- Unprisoned - serie TV, 16 episodi (2023-2024)
- Daughters - documentario, regia di Angela Patton e Natalie Rae (2024)
- The Six Triple Eight, regia di Tyler Perry (2024)
- Shadow Force, regia di Joe Carnahan (2025)

## Teatro
- Race di David Mamet, Ethel Barrymore Theatre di Broadway (2009)
- American Son di Christopher Demos-Brown, Booth Theater di Broadway (2018)

## Riconoscimenti
- Golden Globe
  - 2014 – Candidatura alla miglior attrice in una serie drammatica per Scandal
  - 2017 – Candidatura alla miglior attrice in una miniserie o film per la televisione per Confirmation - Una donna per la verità

- BET Awards
  - 2007 – Candidatura alla miglior attrice per L'ultimo re di Scozia
  - 2011 – Candidatura alla miglior attrice per Colored Girls e Night Catches Us
  - 2013 – Miglior attrice per Scandal e Django Unchained
  - 2015 – Candidatura alla miglior attrice per Scandal

- Emmy Awards
  - 2013 – Candidatura alla miglior attrice in una serie drammatica per Scandal
  - 2014 – Candidatura alla miglior attrice in una serie drammatica per Scandal
  - 2016 – Candidatura al miglior film per la televisione per Confirmation
  - 2016 – Candidatura alla miglior attrice in una miniserie o film per la televisione per Confirmation
  - 2020 – Candidatura alla miglior attrice in una miniserie o film per la televisione per Tanti Piccoli Fuochi
  - 2020 – Candidatura alla miglior miniserie per Tanti Piccoli Fuochi
  - 2020 – Candidatura al miglior film per la televisione per American Son
  - 2020 – Miglior varietà speciale (dal vivo) per Live in Front of A Studio Audience: "All in the Family" and "Good Times"
  - 2022 – Candidatura al miglior varietà speciale (dal vivo) per Live in Front of a Studio Audience: "The Facts of Life" and "Diff'rent Strokes"

- MTV Movie Awards
  - 2013 – Candidatura al miglior bacio con (Jamie Foxx) per Django Unchained

- NAACP Image Awards
  - 2005 – Miglior attrice protagonista cinematografica per Ray
  - 2006 – Candidatura alla miglior attrice non protagonista in una serie drammatica per Boston Legal
  - 2007 – Candidatura alla miglior attrice non protagonista cinematografica per L'ultimo Re di Scozia
  - 2011 – Candidatura alla miglior attrice protagonista cinematografica per Night Catches Us
  - 2013 – Miglior attrice non protagonista cinematografica per Django Unchained
  - 2013 – Miglior attrice protagonista in una serie drammatica per Scandal
  - 2014 – Miglior attrice protagonista in una serie drammatica per Scandal
  - 2015 – Candidatura alla miglior attrice protagonista in una serie drammatica per Scandal
  - 2016 – Candidatura alla miglior attrice protagonista in una serie drammatica per Scandal
  - 2017 – Candidatura alla miglior attrice protagonista in una serie drammatica per Scandal
  - 2018 – Candidatura alla miglior attrice protagonista in una serie drammatica per Scandal
  - 2019 – Miglior attrice ospite in una serie televisiva per Le regole del delitto perfetto
  - 2020 – Candidatura alla miglior attrice in un film per la televisione, una miniserie o uno speciale drammatico per American Son
  - 2021 – Candidatura alla miglior attrice in un film per la televisione, una miniserie o uno speciale drammatico per Tanti Piccoli Fuochi
  - 2024 – Candidatura alla miglior attrice in una serie commedia per Unprisoned

- Satellite Awards
  - 2005 – Candidatura alla miglior attrice in un film commedia o musicale per Ray

- Screen Actors Guild Awards
  - 2005 – Candidatura al miglior cast cinematografico per Ray
  - 2014 – Candidatura alla miglior attrice in una serie drammatica per Scandal
  - 2017 – Candidatura alla miglior attrice in una miniserie o film per la televisione per Confirmation
  - 2021 – Candidatura alla miglior attrice in una miniserie o film per la televisione per Tanti Piccoli Fuochi

## Doppiatrici italiane
Nelle versioni in italiano delle opere in cui ha recitato, Kerry Washington è stata doppiata da: 
- Domitilla D'Amico in Mother and Child, American Son, L'accademia del bene e del male, Confirmation - Una donna per la verità, Unprisoned, Shadow Force
- Daniela Calò in Ray, Django Unchained, Tanti piccoli fuochi, The Prom, The Six Triple Eight
- Ilaria Stagni in Bad Company - Protocollo Praga, Boston Legal
- Rossella Acerbo in Sin - Peccato mortale, Quel nano infame
- Silvia Tognoloni ne I Fantastici 4, I Fantastici 4 e Silver Surfer
- Olivia Manescalchi in Scandal, Le regole del delitto perfetto
- Stella Musy in Save the Last Dance
- Tatiana Dessi ne La macchia umana
- Barbara Castracane in Against the Ropes
- Francesca Guadagno in Law & Order - I due volti della giustizia
- Laura Lenghi in Lei mi odia
- Laura Romano in Mr. & Mrs. Smith
- Monica Bertolotti ne L'ultimo re di Scozia
- Connie Bismuto in Manuale d'infedeltà per uomini sposati
- Laura Latini in Psych
- Eleonora De Angelis in Miracolo a Sant'Anna
- Laura Facchin ne La terrazza sul lago
- Marina Guadagno in Una bugia di troppo

Da doppiatrice è sostituita da:
- Gaia Bolognesi in Cars 3
- Daniela Calò ne I Simpson